# جرج بلکبرن
جرج بلکبرن (به انگلیسی: George Blackburn) بازیکن فوتبال زادهٔ ۳ اوت ۱۸۹۹ اهل انگلستان بود که سابقهٔ بازی در تیم ملی فوتبال انگلستان را در کارنامهٔ خود دارد. وی در تاریخ ۱۷ مه ۱۹۲۴ تنها بازی ملی خود را در مقابل تیم ملی فوتبال فرانسه انجام داد.